# Punta Barra
Punta Barra (in Argentinien Cabo Chiclana) ist eine sandige Landspitze am Südufer der Potter Cove, einer Nebenbucht der Maxwell Bay von King George Island im Archipel der Südlichen Shetlandinseln.
Chilenische Wissenschaftler benannten sie nach Carlos Barra von Kretschmann, Kapitän der Piloto Pardo bei der 26. Chilenischen Antarktisexpedition (1971–1972). Der Hintergrund der argentinischen Benennung ist nicht überliefert.